# (500354) 2012 TE13
(500354) 2012 TE13 es un asteroide perteneciente al cinturón de asteroides, descubierto el 15 de octubre de 2007 por el equipo del Mount Lemmon Survey desde el Observatorio del Monte Lemmon, Arizona, Estados Unidos.

## Designación y nombre
Designado provisionalmente como 2012 TE13.

## Características orbitales
2012 TE13 está situado a una distancia media del Sol de 2,977 ua, pudiendo alejarse hasta 3,221 ua y acercarse hasta 2,733 ua. Su excentricidad es 0,081 y la inclinación orbital 11,71 grados. Emplea 1876,21 días en completar una órbita alrededor del Sol.

## Características físicas
La magnitud absoluta de 2012 TE13 es 16,4.